# 2008–2009-es olasz labdarúgó-bajnokság (másodosztály)
A 2008-2009-as Serie B a 77. olasz másodosztályú labdarúgó-bajnokság. 22 csapat szerepel a bajnokságban, 15 a Serie B 2007-08-as kiírásából, 4 feljutó csapat a Serie C1-ből, valamint 3 kieső csapat a Serie A-ból.

## A bajnokság fő táblázatai

### A részt vevő csapatok
| Klub                    | Város           | Stadion                                   | Befogadóképesség | A 2007–2008-as idény         |
| ----------------------- | --------------- | ----------------------------------------- | ---------------- | ---------------------------- |
| UC AlbinoLeffe          | Albino és Leffe | Stadio Atleti Azzurri d'Italia            | 26 393           | 4. helyezés a Serie B-ben    |
| AC Ancona               | Ancona          | Stadio del Conero                         | 26 000           | 2. helyezés a Serie C1/B-ben |
| Ascoli Calcio 1898      | Ascoli Piceno   | Stadio Cino e Lillo Del Duca              | 20 000           | 8. helyezés a Serie B-ben    |
| US Avellino             | Avellino        | Stadio Partenio                           | 26 308           | 19. helyezés a Serie B-ben   |
| AS Bari                 | Bari            | Stadio San Nicola                         | 58 248           | 11. helyezés a Serie B-ben   |
| Brescia Calcio          | Brescia         | Stadio Mario Rigamonti                    | 27 547           | 5. helyezés a Serie B-ben    |
| AS Cittadella           | Cittadella      | Stadio Pier Cesare Tombolato              | 7623             | 3. helyezés a Serie C1/A-ban |
| Empoli FC               | Empoli          | Stadio Carlo Castellani                   | 19795            | 18. helyezés a Serie A-ban   |
| Frosinone Calcio        | Frosinone       | Stadio Matusa                             | 9680             | 10. helyezés a Serie B-ben   |
| US Grosseto FC          | Grosseto        | Stadio Olimpico Carlo Zecchini            | 8350             | 13. helyezés a Serie B-ben   |
| AS Livorno Calcio       | Livorno         | Stadio Armando Picchi                     | 19 238           | 20. helyezés a Serie A-ban   |
| AC Mantova              | Mantova         | Stadio Danilo Martelli                    | 14 844           | 9. helyezés a Serie B-ben    |
| Modena FC               | Modena          | Stadio Alberto Braglia                    | 20 507           | 16. helyezés a Serie B-ben   |
| Parma FC                | Parma           | Stadio Ennio Tardini                      | 27 906           | 19. helyezés a Serie A-ban   |
| Piacenza Calcio         | Piacenza        | Stadio Leonardo Garilli                   | 21 608           | 15. helyezés a Serie B-ben   |
| Pisa Calcio             | Pisa            | Arena Garibaldi - Stadio Romeo Anconetani | 17 000           | 6. helyezés a Serie B-ben    |
| Rimini Calcio FC        | Rimini          | Stadio Romeo Neri                         | 9768             | 7. helyezés a Serie B-ben    |
| Salernitana Calcio 1919 | Salerno         | Stadio Arechi                             | 37 245           | 1. helyezés a Serie C1/B-ben |
| US Sassuolo Calcio      | Sassuolo        | Stadio Alberto Braglia                    | 20 507           | 1. helyezés a Serie C1/A-ban |
| Treviso FBC 1993        | Treviso         | Stadio Omobono Tenni                      | 9996             | 18. helyezés a Serie B-ben   |
| US Triestina Calcio     | Trieszt         | Stadio Nereo Rocco                        | 32 454           | 12. helyezés a Serie B-ben   |
| Vicenza Calcio          | Vicenza         | Stadio Romeo Menti                        | 17 163           | 17. helyezés a Serie B-ben   |

### A bajnokság végeredménye
|     | Csapat      | M  | Gy | D  | V  | Rg–Kg | Gk  | P   | Megjegyzések        |
| --- | ----------- | -- | -- | -- | -- | ----- | --- | --- | ------------------- |
| 1.  | Bari        | 42 | 22 | 14 | 6  | 65–35 | +30 | 80  | Serie A             |
| 2.  | Parma       | 42 | 19 | 19 | 4  | 65–34 | +31 | 76  | Serie A             |
| 3.  | Livorno     | 42 | 16 | 20 | 6  | 64–40 | +24 | 68  | Rájátszás           |
| 4.  | Brescia     | 42 | 18 | 13 | 11 | 54–40 | +14 | 67  | Rájátszás           |
| 5.  | Empoli      | 42 | 18 | 13 | 11 | 53–44 | +9  | 67  | Rájátszás           |
| 6.  | Grosseto    | 42 | 18 | 10 | 14 | 64–66 | -2  | 64  | Rájátszás           |
| 7.  | Sassuolo    | 42 | 15 | 15 | 12 | 57–50 | +7  | 60  |                     |
| 8.  | Triestina   | 42 | 16 | 11 | 15 | 52–47 | +5  | 59  |                     |
| 9.  | AlbinoLeffe | 42 | 15 | 13 | 14 | 49–49 | 0   | 58  |                     |
| 10. | Piacenza    | 42 | 14 | 13 | 15 | 48–48 | 0   | 55  |                     |
| 11. | Frosinone   | 42 | 13 | 14 | 15 | 48–53 | -5  | 53  |                     |
| 12. | Vicenza     | 42 | 13 | 13 | 16 | 44–41 | +3  | 52  |                     |
| 13. | Mantova     | 42 | 12 | 16 | 14 | 41–46 | -5  | 52  |                     |
| 14. | Salernitana | 42 | 14 | 9  | 19 | 46–56 | -10 | 51  |                     |
| 15. | Modena      | 42 | 13 | 12 | 17 | 54–63 | -9  | 51  |                     |
| 16. | Ascoli      | 42 | 14 | 10 | 18 | 37–48 | -11 | 511 |                     |
| 17. | Cittadella  | 42 | 11 | 17 | 14 | 42–43 | -1  | 50  |                     |
| 18. | Rimini      | 42 | 13 | 11 | 18 | 43–56 | -13 | 50  | Rájátszás           |
| 19. | Ancona      | 42 | 14 | 7  | 21 | 54–66 | -12 | 49  | Rájátszás           |
| 20. | Pisa        | 42 | 12 | 12 | 18 | 45–55 | –10 | 48  | Kiesők a Serie C-be |
| 21. | Avellino    | 42 | 9  | 15 | 18 | 41–61 | -20 | 402 | Kiesők a Serie C-be |
| 22. | Treviso     | 42 | 7  | 15 | 20 | 37–62 | -25 | 351 | Kiesők a Serie C-be |

Forrás: corrieredellosport.it Archiválva 2011. július 4-i dátummal a Wayback Machine-ben

Frissítve: 2009. május 24.

A sorrend szabályai: 1. - pontok, 2. - gólkülönbség, 3. - rúgott gólok

Jelmagyarázat: M - lejátszott mérkőzések száma; Gy - győzelmek száma; D - döntetlenek száma; V - vereségek száma; Rg–Kg - Rúgott gólok száma–Kapott gólok száma; Gk - gólkülönbség; P - pontok száma

(F) - feljutott; (R) - bejutott a rájátszásba; (K) - kieső

1 - 2 pont levonás

2 - 1 pont levonás

## Góllövőlista
22 gólos
- Barreto (Bari)
- Francesco Tavano (Livorno)

18 gólos
- Salvatore Bruno (Modena)

17 gólos
- Riccardo Meggiorini (Cittadella)
- Daniele Vantaggiato (Rimini/Parma)

16 gólos
- Salvatore Mastronunzio (Ancona)

15 gólos
- Andrea Caracciolo (Brescia)
- Éder (Frosinone)
- Alessandro Noselli (Sassuolo)
- Marco Sansovini (Grosseto)

13 gólos
- Arturo Di Napoli (Salernitana)

12 gólos
- Saša Bjelanović (Vicenza)
- Alessandro Diamanti (Livorno)
- Francesco Lodi (Empoli)
- Cristiano Lucarelli (Parma)
- Alberto Paloschi (Parma)
- Thomas Pichlmann (Grosseto)
- Nicola Pozzi (Empoli)
- Francesco Ruopolo (AlbinoLeffe)

Forrás: speciali.raisport.rai.it

Frissítve: 2009. május 24.